# Walter Gilik
Walter Gilik (29 de julio de 1938) es un deportista alemán que compitió para la RFA en bobsleigh. Ganó una medalla de oro en el Campeonato Europeo de Bobsleigh de 1976, en la prueba cuádruple.

## Palmarés internacional
| Campeonato Europeo | Campeonato Europeo   | Campeonato Europeo | Campeonato Europeo |
| Año                | Lugar                | Medalla            | Prueba             |
| ------------------ | -------------------- | ------------------ | ------------------ |
| 1976               | Sankt Moritz (Suiza) | Medalla de oro     | Cuádruple          |